# Leslie Henson
Leslie Henson (Notting Hill, 3 agosto 1891 – Harrow Weald, 2 dicembre 1957) è stato un attore teatrale, produttore teatrale, regista e cantante di music hall britannico.

## Le origini
Era il figlio maggiore di Joseph Henson, fabbricante di candele e di Alice Mary Squire. La sua educazione si compì al Cliftonville College di Margate e fin dagli anni della scuola mostrò interesse per il teatro scrivendo e recitando brani che poi rappresentava per i compagni e gli insegnanti. Finiti gli studi lavorò brevemente per il padre, ma presto si dedicò alla recitazione studiando alla Cairns–James School of Musical and Dramatic Art.

## La carriera

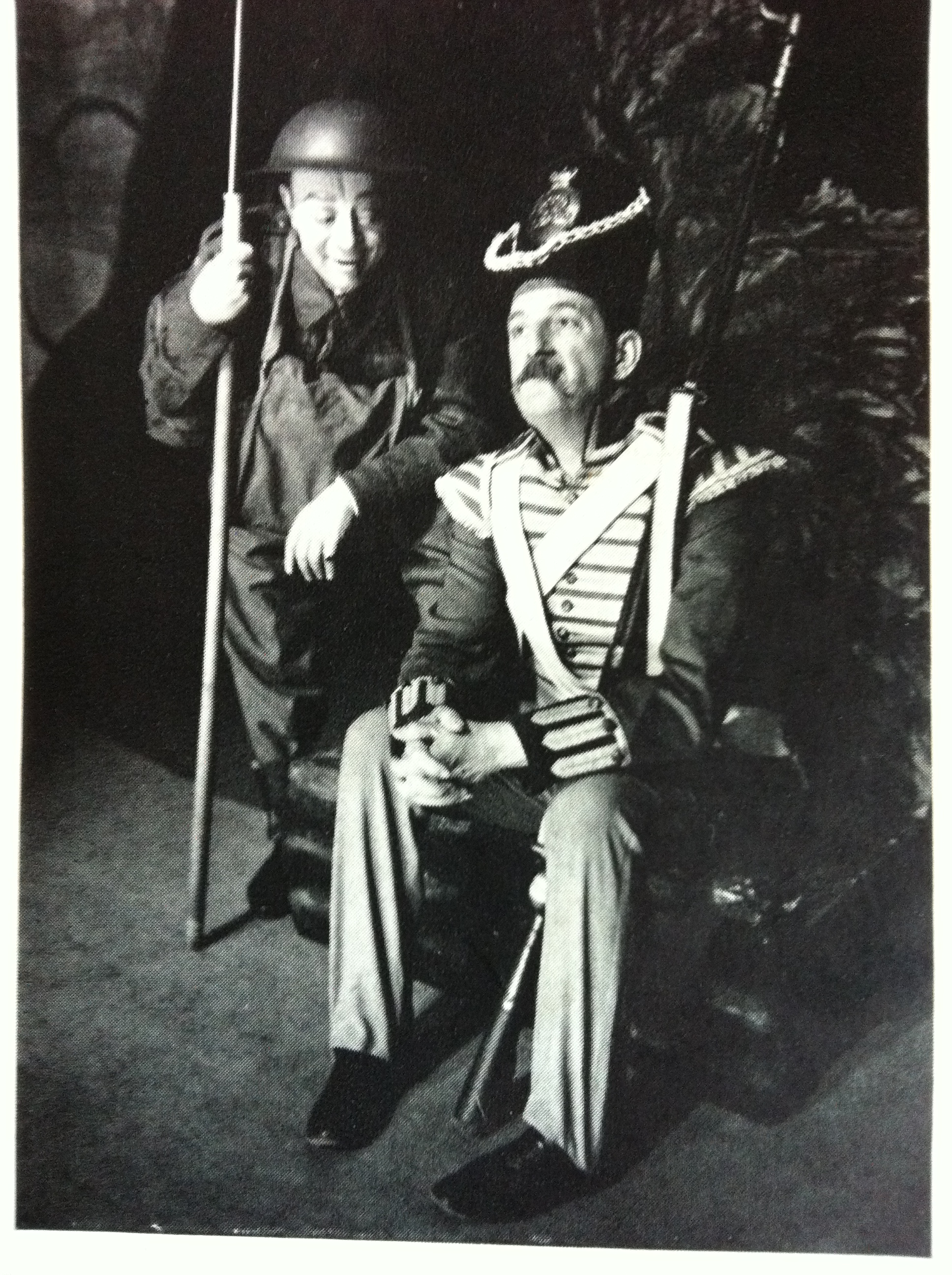
Stanley Holloway e Leslie Henson

Leslie iniziò a calcare il palco all'età di 19 anni con i Tatler's e per il Natale del 1910 era a Londra nella pantomima Sinbad rappresentata al Dalston Theatre. Dopo l'esperienza concertistica Leslie girò il paese recitando in The Quaker Girl di James T. Tanner (17 ottobre 1858-18 giugno 1915), Adrian Ross, Percy Greenbank (24 gennaio 1878-9 dicembre 1968) e Lionel Monckton. Lo stesso anno iniziò a lavorare per i teatri del West End, in particolare per il Royal Strand Theatre nella commedia Nicely, Thanks!, in quell'occasione conobbe Stanley Holloway e divenne per lui un caro amico e mentore aiutandolo a mettere a frutto la propria carriera, come ricorda lo stesso Holloway nella propria autobiografia. Gli anni successivi lo vedono protagonista di To-Night's the Night (nel 1914 a Broadway l'anno dopo al Gaiety Theatre), Theodore & Co di Ivor Novello e Jerome Kern (1916) e Yes Uncle! (1917).
I lineamenti di Leslie erano malleabili e questo insieme agli occhi sporgenti e alla voce stridula lo rendeva gradito al pubblico e particolarmente adatto agli sketch comici.
Leslie passò gli anni della prima guerra mondiale al lavoro perché nonostante avesse firmato per entrare nei Royal Flying Corps venne esonerato dal servizio attivo e messo a cantare per le truppe in un gruppo chiamato "The Gaieties", con essi si esibì nel 1918 per la 5ª Armata. Dopo la guerra recitò in Kissing Time di Ivan Caryll a Londra accanto all'amico Holloway ed Isabel Jeans (1919), Sally (1921) e Tons of Money del 1922, la prima di una serie di farse che produsse insieme a Tom Walls. Negli stessi anni lavorò per il Winter Garden Theatre in opere come A Night Out di George Grossmith Jr., Cole Porter e Clifford Gray nel 1920, The Cabaret Girl (1922) e The Beauty Prize del 1923. Nel 1926 girò il paese con lo spettacolo Betty Lee e nei due anni successivi interpretò due musical sui palchi londinesi.
Negli anni trenta Leslie insieme ad un socio affittò il Novello Theatre per portare in scena una serie di farse: It's a Girl! (1930), Lady Luck, Funny Face, Follow Through, Nice Goings On! (1933), Lucky Break and Aren't Men Beasts! (1936) con un giovane John Mills. Incoraggiati dal successo Leslie ed il socio Firth Shephard rilevarono il Gaiety Theatre portando in scena una serie di spettacoli di successo nel corso della seconda metà degli anni'30. Tuttavia i teatri erano datati e non a norma con le leggi sulla sicurezza e venne quindi richiesta la loro chiusura. Negli stessi anni Leslie recitò al cinema per delle commedie leggere come A Warm Corner del 1930 di Victor Saville.

## Verso il declino
Lo scoppio della seconda guerra mondiale lo colse mentre era in Sudafrica e, tornato in patria, fondò con Basil Dean (27 settembre 1888-22 aprile 1978) la Entertainment National Service Association, un'associazione appoggiata dal governo che si occupava di fornire intrattenimento alle truppe al fronte, sia in Europa che in Oriente. Nel 1940 recitò in Up and Doing e nel 1942 in Fine and Dandy (a cui assistette anche la famiglia reale). Nel 1945 si riunì con The Gaieties e nello stesso anno recitò al Palace Theatre in 1066 and All That. Negli anni successivi il successo andò scemando e il suo ultimo successo fu Bob' Your Uncle del 1948, i ruoli seguenti furono minori e di minor impatto sul pubblico anche se Leslie continuò a recitare sino alla morte.

## Vita privata
Leslie si sposò tre volte con altrettante attrici: la prima moglie fu Madge Saunders sposata nel 1919, seguì Gladys Henson nel 1926 e l'ultima fu Harriett Dell da cui ebbe un figlio, Nick Henson. Leslie morì a 66 anni e venne sepolto al Golden Green Crematorium.

## Filmografia
- The Real Thing at Last, regia di L.C. MacBean (1916)
- Broken Bottles, regia di Leslie Henson (1920)
- Alf's Button, regia di Cecil M. Hepworth (1920)
- Tons of Money, regia di Frank Hall Crane (1926)
- A Warm Corner, regia di Victor Saville (1930)
- The Sports of Kings, regia di Victor Saville (1931)
- It's a Boy, regia di Tim Whelan (1933)
- The Girl from Maxim's, regia di Alexander Korda (1933)
- Oh, Daddy!, regia di Graham Cutts ed Austin Melford (1935)
- Home and Away, regia di Vernon Sewell (1956)